# Ван Юньлу
Ван Юньлу (кит. 王云蕗, англ. Wang Yunlu; род. 20 мая 1996, провинция Сычуань, Китай) — китайская волейболистка, нападающая-доигровщица. 

## Биография
В 2014 году Ван Юньлу была принята в команду армейского волейбольного клуба «Байи Кэмин» и в том же сезоне (2014/15) в её составе выиграла «золото» чемпионата Китая. За «Байи» выступала на протяжении 6 сезонов, после чего перешла в столичную команду «Бэйцзин Байк Мотор» (Пекин). В 2024 заключила контракт с российским «Динамо» из Москвы.
В 2011—2013 выступала за юниорскую сборную Китая, с которой в 2013 году стала чемпионкой мира среди девушек и вошла в символическую сборную турнира. В 2011 на юниорском чемпионате мира и в 2012 на юниорском чемпионате Азии становилась серебряным призёром.
В 2013 году Ван Юньлу впервые сыграла за национальную сборную Китая, приняв в её составе участие в Восточноазиатских играх, но в волейбольной турнире Игр участвовала молодёжная сборная страны. Полноценный же дебют спортсменки в составе национальной команды прошёл в 2017 в Гран-при. Вновь к выступлениям за сборную Китая Ван Юньлу была привлечена спустя 5 лет — в 2022 году. В 2022—2024 волейболистка приняла участие в чемпионате мира 2022, Лиге наций (2022—2024), а в 2023 выиграла «золото» Азиатских игр. 

### Клубная карьера
- 2014—2020 —  «Байи Кэмин»/«Байи Шэньчжэнь»/«Байи Наньчан» (Шэньчжэнь/Наньчан);
- 2021—2024 —  «Бэйцзин Байк Мотор» (Пекин);
- 2024—2025 —  «Динамо» (Москва).

## Достижения

### С клубами
- чемпионка Китая 2015.
- серебряный призёр клубного чемпионата Азии 2016.

### Со сборными Китая
- серебряный призёр Лиги наций 2023.
- чемпионка Азиатских игр 2022.
- чемпионка Восточноазиатских игр 2013.
- чемпионка мира среди девушек 2013;
  - серебряный призёр чемпионата мира среди девушек 2011.
- серебряный призёр чемпионата Азии среди девушек 2012.

### Индивидуальные
- 2013: лучшая нападающая-доигровщица (одна из двух) чемпионата мира среди девушек.